# Schuilkerk

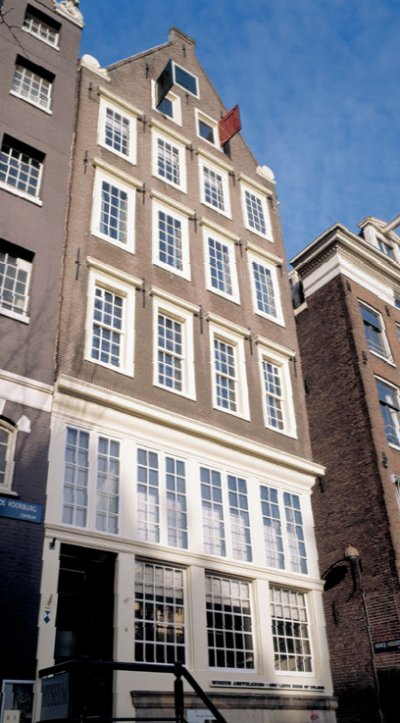
Ons' Lieve Heer op Solder (de nos jours un musée) est une église installée dans une maison, aux trois derniers étages de cette maison au bord d'un canal à Amsterdam

Schuilkerk (pluriel : schuilkerken) – mot néerlandais que l'on pourrait traduire littéralement par « église-cachette » – désigne aux Pays-Bas une sorte d'église que, vue de l'extérieur, on ne peut pas reconnaître comme telle. On en a construit en grand nombre à l'époque des Provinces-Unies pour l'usage des catholiques, des remonstrants, des luthériens et des mennonites. Dans les villes, les schuilkerken se trouvaient surtout dans des maisons et des entrepôts, tandis que, dans les campagnes, elles avaient généralement l'apparence de granges, c'est pourquoi on parle souvent d'elles comme d'églises-granges.

## Galerie

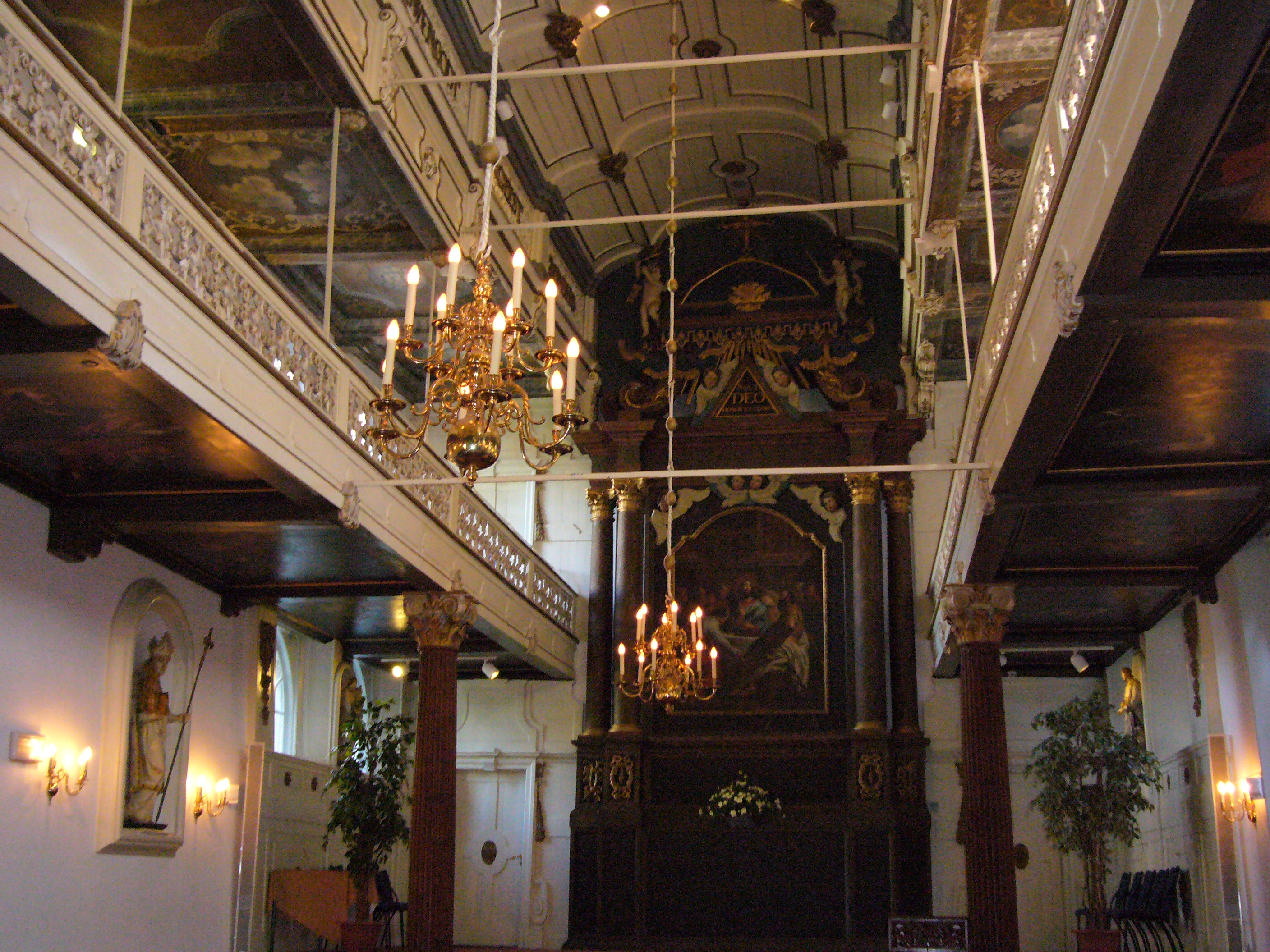
La chapelle sainte Gertrude, une schuilkerk d'Utrecht.
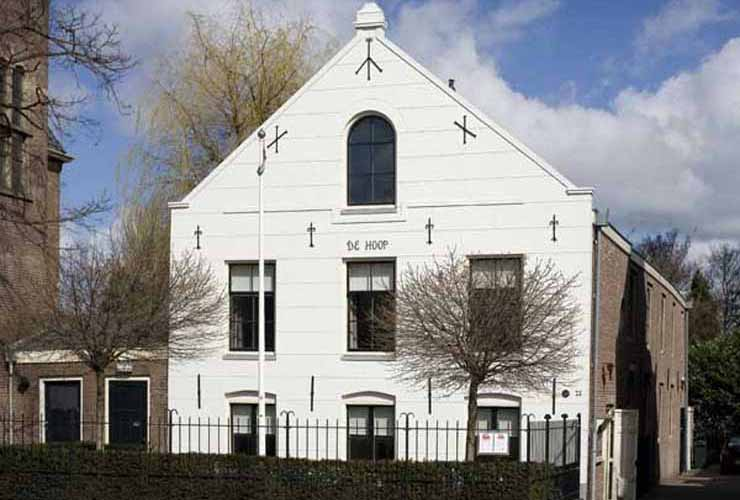
Schuilkerk De Hoop (c'est-à-dire l'Espérance) à Diemen, construite en 1786-1787.
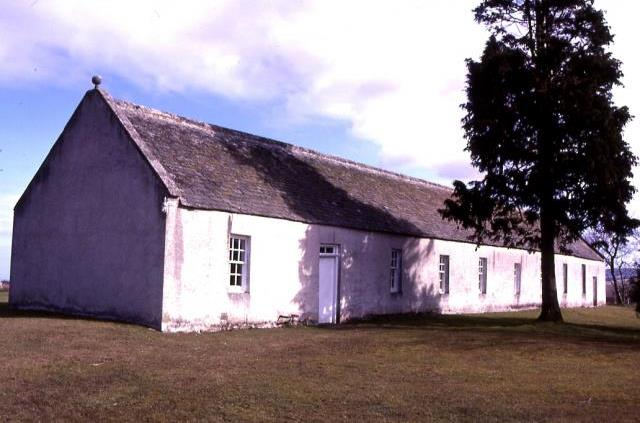
L'Église St-Ninian à Tynet, une schuilkerk rurale bâtie de façon à ressembler à une grange.

## Source
- (en) Cet article est partiellement ou en totalité issu de l’article de Wikipédia en anglais intitulé « Clandestine church » (voir la liste des auteurs).